# 863
Évszázadok: 8. század – 9. század – 10. század
Évtizedek: 810-es évek – 820-as évek – 830-as évek – 840-es évek – 850-es évek – 860-as évek – 870-es évek – 880-as évek – 890-es évek – 900-as évek – 910-es évek
Évek: 858 – 859 – 860 – 861 –  862 – 863 – 864 – 865 – 866 – 867 – 868

## Események

### Európa
- 18 éves korában meghal Károly, Provence és Alsó-Burgundia királya. Mivel gyereke nincs, országát bátyjai, az itáliai II. Lajos és a lotaringiai II. Lothár felosztják egymás között.
- Német Lajos keleti frank király leveri fia, Karlmann lázadását, akit foglyul ejt. Helyére Karantánia kormányzójaként Gundachar grófot nevezi ki.
- A metzi zsinaton I. Miklós pápa (állítólag lefizetett) legátusai jóváhagyják II. Lothár király válását vérfertőzéssel vádolt feleségétől, Tautbergától és engedélyezik hogy a király feleségül vegye szeretőjét, Waldradát. Günther kölni és Thietgaud trieri érsekek (mindketten Waldrada rokonai) Rómába mennek, hogy a pápa jóváhagyását kérjék, Miklós azonban ezt megtagadja és amikor az érsekek nem hajlandók megváltoztatni a döntésüket, mindkettejüket kiátkozza és leváltja hivatalából.
- I Miklós pápa törvénytelennek ítéli Ignatiosz konstantinápolyi pátriárka leváltását és nem ismeri el utódját, Phótioszt. Döntése ideiglenes egyházszakadást idéz elő.
- A vikingek immár nyolcadszor fosztják ki a Rajna torkolatánál fekvő Dorestad városát. Az egykor gazdag kereskedővárost lakói ezután végleg elhagyják. Az északiak elfoglalják Utrechtet és Nijmegent és állandó tábort létesítenek a városokban.
- Párbajban megölik Welandot, a franciaországi vikingek egyik vezérét.
- Turpion angoulême-i gróf párbajban megöli a fosztogató vikingek vezérét, Maurót, de eközben ő is halálos sebet kap.
- Northumbriában az egyik főúr, Ælla letaszítja a trónról Osberht királyt (bizonytalan időpont).
- Cirill és Metód bizánci szerzetesek az általuk kifejlesztett glagolita ábécével szláv nyelvre fordítják az evangéliumokat és a fontos liturgiai könyveket, majd Rasztiszlav fejedelem meghívására térítő munkába kezdenek a morvák között.
- Az év végén III. Mikhaél bizánci császár meglepetésszerűen megtámadja a bolgárokat. I. Borisz kán békét kér és megígéri, hogy áttér a kereszténységre.
- Először említik Szmolenszket.

### Abbászida Kalifátus
- A muszlimok betörnek Kis-Ázsiába. Omár al Akta meliténéi emír leválik a főseregről, eljut egészen a Fekete-tengerig és kifosztja Amiszosz városát. Visszatérőben azonban a bizánciak bekerítik és a lalakaoni csatában megsemmisítik a seregét és magát az emír is megölik. A bizánciak kihasználják a győzelmet, betörnek Örményországba és csatában megölik az arab kormányzót, Ali al-Armanít. A vereségek hírére zavargások törnek ki Bagdadban és Szamarrában és hosszú időre a bizánciak kerülnek fölénybe az állandó határvidéki összecsapásokban.
- Földrengés dönti romba az örményországi Dvin városát.

## Születések
- III. Lajos nyugati frank király

## Halálozások
- január 25. - Károly, provence-i és alsó-burgundiai király
- I. Jahjá ibn Muhammad, idríszida emír
- Károly, mainzi érsek
- Umar al-Akta, meliténéi emír

## Fordítás
- Ez a szócikk részben vagy egészben  a(z)   863 című angol Wikipédia-szócikk ezen változatának fordításán alapul.  Az eredeti cikk szerkesztőit annak laptörténete sorolja fel. Ez a jelzés csupán a megfogalmazás eredetét és a szerzői jogokat jelzi, nem szolgál a cikkben szereplő információk forrásmegjelöléseként.